# Plougonvelin
Plougonvelin è un comune francese di 3 798 abitanti, situato nel dipartimento del Finistère, nella regione della Bretagna.

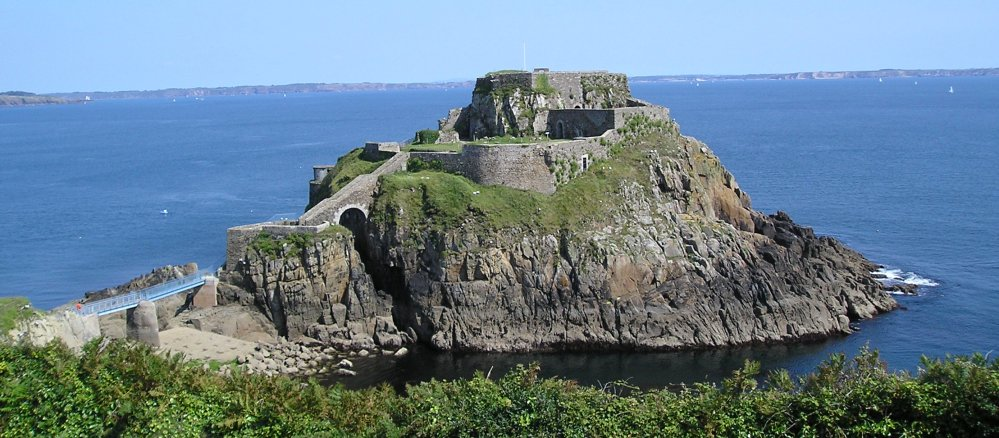
il Forte Bertheaume

Vi si trova il forte Bertheaume, dove è anche possibile, durante l'estate, praticare il gioco della teleferica.
Nel territorio comunale si trova l'Abbazia Saint-Mathieu de Fine-Terre, vicino alla quale si trova l'omonimo faro.
Sempre vicino all'abbazia, si trova un memoriale dedicato ai marinai morti.
Il comune è gemellato con Mezzojuso, paese della provincia di Palermo.

## Società

### Evoluzione demografica
Abitanti censiti